# Марк Фульвий Петин
Марк Фу́львий Пети́н (лат. Marcus Fulvius Paetinus; умер после 299 года до н. э.) — римский политический деятель из плебейского рода Фульвиев, консул 299 года до н. э.
Коллегой Марка Фульвия по консульству был патриций Тит Манлий Торкват, а после его смерти — Марк Валерий Корв. Марк Фульвий руководил осадой Неквина в Умбрии, начатой консулом предыдущего года Квинтом Аппулеем Пансой, и взял этот город благодаря помощи двух перебежчиков.